# سباستيان فوينتيس
سباستيان فوينتيس (بالإسبانية: Sebastián Fuentes) (18 يناير 1987 بمونتفيدو في الأوروغواي - ) هو لاعب كرة قدم أوروغواني في مركز حراسة المرمى. لعب مع أمريكا دي كالي وميرامار ميشنس وناسيونال مونتيفيديو وبوسطن ريفر وسنترال إسبانيول وجوفينتود وC.D. Técnico Universitario ‏ وإنستيتوسيون أتلتيكا سود أمريكا ‏ ونادي سيرو ونادي بونتاريناس.

## وصلات خارجية
- سباستيان فوينتيس على موقع قاعدة بيانات كرة القدم.إي يو (الإنجليزية)
- سباستيان فوينتيس على موقع Soccerway.com (الإنجليزية)